# 코치노스만

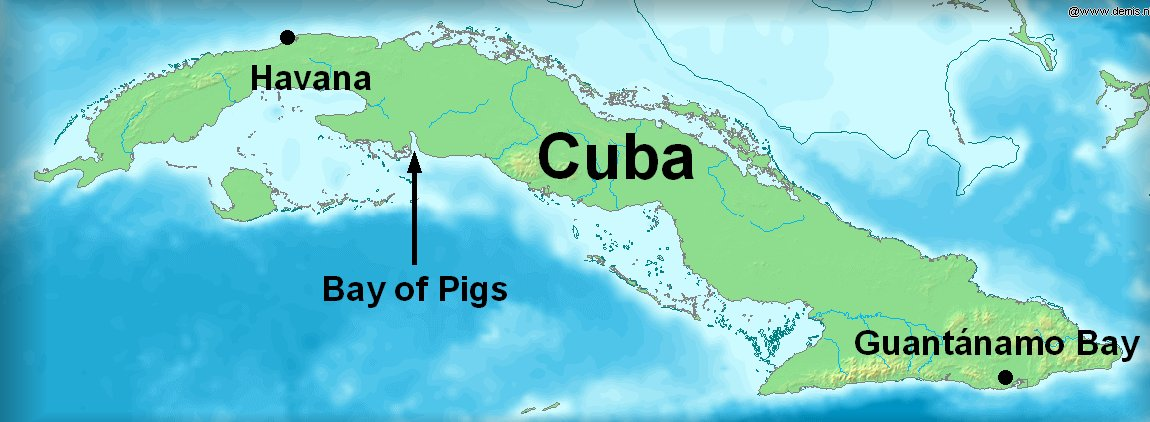
코치노스만

코치노스만(스페인어: Bahía de Cochinos)은 쿠바섬 남쪽 카조네스만의 내만이다. 미국에서는 피그스만(영어: Bay of Pigs)이라고 부른다.

## 같이 보기
- 피그스만 침공